# Dólar caimanés
El dólar caimanés o dólar de las Islas Caimán es la divisa de curso legal circulante en el archipiélago de las islas Caimán, territorio británico de ultramar ubicado en el mar Caribe. Controlado por la Autoridad Monetaria de las Islas Caimán desde enero de 1997. Se puso en circulación en mayo de 1972. El código ISO para la moneda es KYD y tiene una tasa de cambio fija con respecto al dólar estadounidense situado en 1 dólar de Caimán a 1,227 dólares estadounidenses. Aunque generalmente se intercambia con una tasa de 1,25 en las tiendas de las islas.

## Historia
Como una dependencia de la colonia de Jamaica, siguió su historia desde los primeros asentamientos ingleses en las Islas Caimán en 1661, inclusive cuando Jamaica era una posesión de poco valor económico en ese entonces para la metrópoli, por lo que no se acuñó moneda propia y comenzaron a utilizar las escasas monedas de cobre de la libra esterlina, ya que por las ideas del mercantilismo estaba prohibido la exportación de monedas de plata y de oro hacia las colonias inglesas.
Por entonces estaban circulando unas monedas de plata de la etapa anterior a la restauración monárquica con ceca de Boston, llamadas chelines de plata «del árbol» y farthings jacobitas (¼ penique o 1⁄24 reales españoles) de estaño del año 1688, pero con el tiempo al dejar de acuñarse en 1684 y en 1690 respectivamente, pasarían a escasear, por lo cual extraoficialmente se volvieron a utilizar los reales novohispanos y peruanos.
Para mitigar la escasez de fraccionario británico se acuñaron piezas de cobre en Dublín de 1722 a 1724 conocidas como las monedas «de la rosa americana» y las «de Hibernia» que llegaron en 1730 y ambas circularon hasta 1734, y como seguían usándose los dólares españoles que eran una moneda internacional, una Asamblea jamaiquina para iniciar su libra propia, autorizó que se resellaran columnarios de plata en 1758 y en 1759 y «monedas de busto» de oro en 1758 (y en 1773), y de esta forma quedarían revalidados y legalizados para la circulación en la colonia y sus dependencias, que incluía a las Caimán, hasta que en 1762 comenzaron a circular en la América británica las piezas de cobre conocidas como monedas de «voce populi» y «de Pitt» del chelín colonial, además de los «cobres de Machin» y «tokens del barco»; todas circularon desde 1762 hasta 1822 y además a partir de 1772 comenzarían a llegar las nuevas piezas coloniales de plata, los «dólares de busto» coloniales españoles.
Como el Reino Unido había adoptado el patrón oro en 1821 y después de las guerras de independencia hispanoamericanas la fuente del dólar español empezó a agotarse, comenzaron a acuñar en 1822 para toda la América británica el dólar del ancla de las Indias Occidentales, y al ser la última acuñación colonial española en la Casa de la Moneda de Potosí del Alto Perú en 1825, el Imperio británico aprovechó para introducir su libra esterlina en todas sus colonias, por lo que se aprobó una orden imperial para que fuera de curso legal con la tasa de cambio de un dólar español por cuatro chelines con cuatro peniques pero no tuvo mucho éxito y además eran piezas escasas. En el año 1831 aparecieron las primeras monedas de tres peniques de plata esterlina de la América británica que se acuñaron hasta 1844, luego en 1847 a 1848 y por último en 1852 (pero siguieron circulando en las Islas Caimán hasta 1869).
Además en 1834 se introdujeron para uso exclusivo en Jamaica y sus dependencias, de las cuales una de ellas eran las islas Caimán, monedas de 1½ peniques de plata (pence, en inglés) que también era llamado black dog (equivalía a ¼ real español) y se acuñaron hasta 1862 pero circularon en las islas hasta que la colonia de Jamaica acuñó las primeras monedas de su libra jamaiquina en 1869.
Las Islas Caimán dejaron de ser una dependencia de Jamaica desde 1959 para entrar a la Federación de las Indias Occidentales hasta que se disolvió en 1962, aunque siguió utilizando la moneda jamaiquina, pero después de la independencia de esta el 6 de agosto del mismo año hasta mayo de 1972, la moneda de las Islas Caimán seguía siendo la libra jamaiquina —hasta que creó su propia divisa, el dólar caimanés— ya que en el nuevo país independiente pasó a denominarse dólar jamaicano. Por la introducción extraoficial de los nuevos billetes jamaicanos, entre mayo y agosto de 1972 se abrió un periodo de cambio en el cual tenían curso legal ambos dólares, el jamaicano y el caimanés, pero a partir del 1 de septiembre de 1972 la única moneda con valor legal en el archipiélago era su propio dólar.

## Monedas
Las monedas de curso legal actuales son las subsiguientes:
| Denominación                | Circula desde | Metal               | Metal                     | Forma    | Diámetro | Peso   | Canto    | Anverso                                              | Reverso                                               |
| Denominación                | Circula desde | 1972                | 1992                      | Forma    | Diámetro | Peso   | Canto    | Anverso                                              | Reverso                                               |
| --------------------------- | ------------- | ------------------- | ------------------------- | -------- | -------- | ------ | -------- | ---------------------------------------------------- | ----------------------------------------------------- |
| 1 centavo                   | 1972          | Bronce (2,85g)      | Acero revestido en cobre  | Circular | 17 mm    | 2.55 g | Liso     | Reina Isabel II (h.2022) /Carlos III del Reino Unido | Zorzal y valor facial                                 |
| 5 centavos                  | 1972          | Cuproníquel (2,2g)  | Acero revestido en níquel | Circular | 18 mm    | 2 g    | Liso     | Reina Isabel II (h.2022) /Carlos III del Reino Unido | Cangrejo de río y valor facial                        |
| 10 centavos                 | 1972          | Cuproníquel (3,9g)  | Acero revestido en níquel | Circular | 20 mm    | 3,45 g | Estriado | Reina Isabel II (h.2022) /Carlos III del Reino Unido | Tortuga verde que sale a la superficie y valor facial |
| 25 centavos                 | 1972          | Cuproníquel (5.67g) | Acero bañado en níquel    | Circular | 24 mm    | 5,1 g  | Estriado | Reina Isabel II (h.2022) /Carlos III del Reino Unido | Goleta y valor facial                                 |
| 50 centavos (no circulante) | 1972          | Plata .925          | Plata .925                | Circular | 29 mm    | 10.3 g | Estriado | Reina Isabel II (h.2022) /Carlos III del Reino Unido | Peces en coral y valor facial                         |

## Billetes
Los billetes actuales son los del cuadro subsiguiente:
| Nueva serie de billetes | Nueva serie de billetes | Nueva serie de billetes | Nueva serie de billetes                               | Nueva serie de billetes               |
| Imagen                  | Imagen                  | Valor                   | Descripción                                           | Descripción                           |
| Anverso                 | Reverso                 | Valor                   | Anverso y a la derecha                                | Reverso y central                     |
| ----------------------- | ----------------------- | ----------------------- | ----------------------------------------------------- | ------------------------------------- |
|                         |                         | 1 Dólar                 | Reina Isabel II (h.2022) /Carlos III del Reino Unido  | Acantilado «The Bluff» de Caimán Brac |
|                         |                         | 5 Dólares               | Reina Isabel II (h.2022) /Carlos III del Reino Unido  | Pareja de loros                       |
|                         |                         | 10 Dólares              | Reina Isabel II (h.2022) /Carlos III del Reino Unido  | Orquídeas                             |
|                         |                         | 25 Dólares              | Reina Isabel II (h.2022) /Carlos III del Reino Unido  | Tortuga carey                         |
|                         |                         | 50 Dólares              | Reina Isabel II (h.2022) /Carlos III del Reino Unido  | Mantarraya                            |
|                         |                         | 100 Dólares             | Reina Isabel II (h.2022) / Carlos III del Reino Unido | George Town                           |